# Ungezieferpuder
Ungezieferpuder oder Ungezieferpulver ist ein Mittel zur Schädlingsbekämpfung. Es gibt mit Insektiziden versetzte und giftfreie Puder. Einige werden in ihrer Pulverform verwendet, andere werden mit Wasser vermischt und dann verspritzt (sog. Spritzpulver, wasserdispergierbare Pulver und Granulate, benetzbare Pulver).
Insektizidhaltige Puder gibt es z. B. als Kontaktgifte auf Pyrethroid-Basis oder als Sprühmittel (nach Vermischung mit Wasser).
Giftfreie Varianten enthalten im Wesentlichen Diatomeenerde, die speziell für die Anwendung als Insektizid aufbereitet ist und die äußere Wachsschicht von Insekten zerstört, so dass diese durch Austrocknung sterben. Der Effekt beruht physikalisch auf der Abrasivität und chemisch auf der Adsorptionskraft von Kieselgur. In Studien an Bettwanzen hat sich gezeigt, dass Kieselgel in vitro zwar sehr wirksam gegen diese ist, im Feldversuch aber nur sehr schwache bis mittelmäßige Erfolge erzielt. Abgesehen von einer schwächeren eigentlichen Wirkung von Kieselgur bei der Austrocknung der Bettwanzen, wurde dieses Resultat auf eine Reihe weiterer Faktoren zurückgeführt, wie Flüssigkeitsversorgung (durch Zugang zum Wirt), feuchte Atmosphäre in gemeinsam bewohnten Horten oder Erneuerung der äußeren Hülle der Nymphen durch Häutung. Kieselgur wirkt auch repellent – dieser Aspekt ist zurzeit Thema weiterer Forschung.
Eine synthetische, rein amorphe Variante von Diatomeenerde ist Kieselgel, das auch zur Schädlingsbekämpfung angeboten wird. Der Effekt beruht hier im Gegensatz zu natürlichem Kieselgur im Wesentlichen auf der sehr starken Adsorptionskraft von Kieselgel gegenüber den fettlöslichen Bestandteilen der äußeren Wachsschicht von Insekten. Da es eine rein amorphe Form des Siliziumdioxides ist, soll es auch bei langfristiger Exposition keine Silikose auslösen können. Das ist allerdings auch bei natürlichem Kieselgur kaum zu erwarten, da es üblicherweise zu mindestens 97 % bis fast 100 % aus amorphem Siliziumdioxid besteht. In Studien an Bettwanzen hat sich Kieselgel in vitro und im Feldversuch als ungleich wirksamer als die natürliche Variante erwiesen. Wird es mit Wasser vermischt und anschließend versprüht, reduziert sich die Wirkung auf ein Bruchteil, bleibt aber immer noch deutlich über der von Kieselgur.

## Rechtliche Aspekte
In den USA fällt es unter rechtliche Regelungen für Pestizide. In der EU fällt es unter die Biozid-Verordnung. und die EU-Definition von Pestiziden Kieselgel dürfte als Insektizid rechtlich analog zu Kieselgur eingeordnet werden.